# Ousmane Diakité (Fußballspieler, 2000)
Ousmane Diakité (* 25. Juli 2000) ist ein malischer Fußballspieler.

## Karriere

### Verein
Diakité begann seine Karriere bei Yeelen Olympique. Im Juli 2018 wechselte zum FC Red Bull Salzburg, bei dem er einen bis Mai 2023 laufenden Vertrag erhielt. Allerdings sollte er zunächst für das Farmteam FC Liefering zum Einsatz kommen.
Sein Debüt für Liefering in der zweiten Liga gab er im selben Monat, als er am ersten Spieltag der Saison 2018/19 gegen den SV Horn in der Startelf stand. In seinem Debüt für Liefering wurde Diakité in der 90. Minute nach einer zweiten Gelben Karte vom Platz gestellt.
Zur Saison 2019/20 wurde er an den Bundesligisten SCR Altach verliehen. Während der Leihe kam er zu neun Einsätzen für Altach in der Bundesliga. Im September 2019 zog er sich gegen die SV Mattersburg eine schwere Knieverletzung zu, woraufhin er bis zum Vertragsende bei Altach kein Spiel mehr bestreiten konnte. Auch die Saison 2020/21 verpasste er komplett. Zur Saison 2021/22 wurde er ein zweites Mal verliehen, diesmal in die Schweiz an den FC St. Gallen. Für St. Gallen kam er zu 13 Einsätzen in der Super League, ehe er sich im letzten Spiel vor der Winterpause im Dezember 2021 erneut schwer verletzte. Daraufhin wurde die Leihe im Januar 2022 vorzeitig beendet und Diakité kehrte nach Salzburg zurück.
Bei Salzburg sollte er in Folge nie debütieren, im Februar 2023 verließ Diakité die Bullen endgültig und wechselte zum Ligakonkurrenten TSV Hartberg, bei dem er einen bis Juni 2024 laufenden Vertrag erhielt. In eineinhalb Jahren in Hartberg kam er zu 44 Bundesligaeinsätzen. Nach seinem Vertragsende in Hartberg wechselte er zur Saison 2024/25 nach England zum Zweitligisten West Bromwich Albion.

### Nationalmannschaft
Diakité nahm 2015 mit der malischen U-17-Auswahl an der Weltmeisterschaft teil. Mit Mali wurde er Zweiter hinter Nigeria. Er kam in drei der sieben Spiele seines Landes zum Einsatz.
2017 spielte er erstmals für die U-20-Mannschaft.